# Luna Snow
Luna Snow, conosciuta anche come Luna, è una super eroina che comparve nei media prodotti dalla Marvel Comics. Il personaggio è apparso per la prima volta nel videogioco Marvel Future Fight nel 2018 e ha fatto il suo debutto nei fumetti in War of the Realms: New Agents of Atlas #1 nel 2019. Luna Snow è stato creato da Bill Rosemann e Danny Koo di Marvel Games e Jee-Hyung Lee di Netmarble.
L'identità civile del personaggio è Seol Hee, un'idol K-pop sudcoreana. Possiede superpoteri basati sul ghiaccio ed è un membro della squadra di supereroi degli Agenti di Atlas. Luna Snow è apparsa in una varietà di media aggiuntivi, tra cui diversi singoli promozionali e video musicali attribuiti al personaggio.

## Storia editoriale
Il nome Seol Hee si traduce in "neve" e "speranza" in coreano.  Il personaggio è apparso per la prima volta come personaggio originale nel videogioco Marvel Future Fight del 2015 il 24 gennaio 2018.  Lo sviluppatore di giochi per dispositivi mobili sudcoreano Netmarble ha richiesto un personaggio descritto come un "mago del ghiaccio che potrebbe sia guarire che infliggere danni" per il gioco.  Seol Hee è stata sviluppata anche in risposta alle richieste dei fan di personaggi culturalmente più diversi. Il direttore creativo esecutivo di Marvel Games Bill Rosemann ha commentato la sua introduzione sottolineando che la fanbase globale della Marvel merita eroi che non solo ispirino il loro supporto, ma risuonino anche con loro a livello personale.  Dopo il suo debutto, la Marvel Entertainment ha pubblicato diversi singoli promozionali per Luna Snow.  Seol Hee è stato successivamente integrata nell'Universo Marvel nel 2019.  Il personaggio è stato originariamente creato da Danny Koo, Bill Rosemann e Jeehyung Lee.
Seol Hee ha debuttato in War of the Realms: New Agents of Atlas #1 (maggio 2019), creato da Greg Pak e Gang Hyuk Lim. In seguito è apparsa nella serie Agents of Atlas del 2019 e nel 2019 Future Fight Firsts: Luna Snow one-shot, il suo primo fumetto da solista.  Secondo Diamond Comic Distributors, è stato il 140° fumetto più venduto nell'ottobre 2019.
Seol Hee è apparso nella serie Atlantis Attacks del 2020, nella serie Silk del 2022.  la serie antologica Marvel's Voices: Identity del 2022.  la serie Tiger Division 2022, e il one-shot Spider-Gwen Annual 2023.

## Biografia del personaggio
Seol Hee ha perso i genitori quando era giovane e quindi è stata cresciuta da sua nonna. Per sostenere la famiglia, Hee ha deciso di diventare una idol, iscrivendosi a un'accademia speciale dove ha fondato il gruppo K-pop sudcoreano noto come 4L1T con gli altri tirocinanti, Min Jee, Jin Soo e Hae Won, prendendo il nome d'arte di Luna.
Lo spettacolo di apertura dei 4L1T alla Stark Arena è stato attaccato da una cellula A.I.M. guidata dal Joro Spider. Il gruppo fu preso in ostaggio e intrappolato all'interno di un reattore a fusione fredda delle Stark Industries, che non funzionò correttamente e garantì a Luna abilità criocinetiche che utilizzò per sconfiggere il Ragno Joro e i suoi agenti A.I.M. Dopo l'incidente, Hee divenne la supereroina Luna Snow.

### Guerra dei Regni
Luna Snow combatté in seguito al fianco dei sudcoreani, White Fox e Crescent, contro un'invasione di Demoni del Fuoco dal regno di Muspelheim. Luna usò le sue abilità per congelare l'acqua su cui si trovavano i demoni del fuoco e sparò frammenti di ghiaccio verso di loro per soffocare le loro fiamme. Durante la battaglia fu congelata in un blocco di ghiaccio quando Brawn, membro degli Agents of Atlas, le spruzzò dell'acqua addosso.
Presa in ostaggio da Sindr, la Regina delle Ceneri, Luna fu salvata da Brawn, che si infiltrò nell'esercito dei Goblin di Fuoco con l'aiuto di White Fox, teletrasportandoli entrambi.  Dopo che Luna riacquistò le forze, insieme ad Aero e Wave, attraversò il portale di Sadding per il Polo Nord al fine di impedire alle calotte polari di sciogliersi attraverso i loro poteri combinati.
Dopo aver sconfitto i Draghi Asgardiani di Sindr e aver impedito lo scioglimento del ghiaccio polare, Luna e gli Agenti di Atlas combatterono contro Sindr e il suo esercito sulla Grande Muraglia Cinese, espellendoli infine a Muspelheim. Dopo la sconfitta di Malekith, Luna e gli agenti aiutarono la popolazione di Shanghai a riprendersi dalla guerra.

### La città portale di Pan
Dopo la Guerra dei Regni, Luna aiutò gli Agenti di Atlas a dare la caccia all'ultimo Drago di Fuoco di Muspelheim, che fu sconfitto e portato via da Isaac Ikeda, il Protettore di Pan, mentre flirtava con Luna. Più tardi, mentre Luna era in prova a Tokyo insieme a Silk, la Big Nguyen Company collegò molte comunità asiatiche di tutta la Terra attraverso portali alla Città del Portale di Pan. A seguito di un'introduzione a Pan da parte di Mike Nguyen, la città fu attaccata da un gruppo di wyvern.  Gli Agenti di Atlas combatterono contro i wyvern al fianco di Isaac, che continuò a flirtare con Luna, fino a quando i wyvern fuggirono dopo che Luna, Aero e Wave crearono una bufera di neve. Dopo il combattimento, mentre Nguyen si offrì di arruolare gli Agenti di Atlas come protettori Pan, Luna e Isaac furono circondati dai fan e intervistati da un giornalista, presumibilmente lavorando per Nguyen, in modo che potesse usare la sua fama per vendere Pan Pass agli spettatori.
Più tardi, durante una festa alla Pan-Asian School for the Unusually Gifted, Luna si avvicinò a Brawn per discutere dei loro sospetti su Nguyen. Durante la conversazione, Luna e Brawn salvarono un gruppo di rifugiati madripooriani dai serpenti marini, e in seguito a uno scontro con la Guardia Pan, che aveva cercato di arrestare i rifugiati, Luna e Brawn si baciarono.  Il confronto e il bacio furono trasmessi a tutto il mondo da Nguyen, con grande frustrazione di Luna. Poco dopo lei, Isaac e gli agenti di Atlas furono costretti a proteggere i rifugiati dai serpenti marini e dalla Guardia Pan ancora una volta fino a quando la lotta fu fermata da Nguyen, che chiarì il presunto malinteso e portò i rifugiati in un hotel. Dopo questo incidente, Luna fu portata via dai fan da Brawn all'Atlas Secret Bunker 394B a Seoul, dove gli Agenti di Atlas decisero di diventare i protettori di Pan per indagare sulla Big Nguyen Company dall'interno; nel frattempo Luna Snow Enterprises, Ltd. ha negoziato un cessate e desistere sull'uso dell'immagine con Hee che bacia Amadeus nella futura pubblicità di Pan.

## Poteri e abilità
Seol Hee possiede superpoteri basati sul ghiaccio. Può creare strutture di ghiaccio di varie forme, come ghiaccioli e barriere, che usa sia per attaccare i suoi nemici che per difendersi. Le sue abilità le permettono in particolare di generare ghiaccio scuro con effetti distruttivi e ghiaccio chiaro con proprietà curative. Inoltre, è un'affermata cantante e ballerina.

## Altri media

### Televisione
Luna Snow compare in un cameo ne Il vostro amichevole Spider-Man di quartiere.

### Videogiochi
Luna Snow compare in:
- Marvel Puzzle Quest
- Marvel Future Fight
- Marvel Super War, doppiata da Victoria Grace
- Marvel Snap
- Marvel Rivals, doppiata da Judy Alice Lee

### Musica
- Luna Snow esegue "Tonight" (2018).
- Luna Snow esegue "I Really Wanna (feat. Krysta Youngs)" (2018), doppiata da Hyungseo.
- Luna Snow esegue un remix di "Tonight" (2019), doppiata da Hyungseo.
- Luna Snow esegue "Flow" (2020), doppiata da Luna.
- Luna Snow esegue "Fly Away" (2021), doppiata da MinMin.
- Luna Snow esegue "I Really Wanna Fly Away (Summer Remix)" (2023), doppiata da Jieun e Kimnara.
- Luna Snow esegue "Flow (Space Remix)" (2023), doppiata da Luna.